# قاطعة (سن)
القاطعة (الجمع: قواطع) (بالإنجليزية: incisor)‏ نوع من أنواع الأسنان عند الثدييات والإنسان وتوجد في قادمة الفك العلوي وفي الفك السفلي. وتسمى القاطعتان الأوليان الثنايا (م: ثنيّة).

## الوظائف
عند كثير من العواشب والقوارت كالإنسان، تكون القواطع متكيّفة للقطع والجز، لكن الحال مختلف في القطط لصغر القواطع وتتولى الأنياب دور قطع اللحوم.
تبرز القواطع العليا في الفيلة كأنياب معدلة منحنية، كما هو الحال في حريش البحر (كركدن البحر)

## العدد
تتباين عدد القواطع حسب نوع الفصيلة، ففي الإنسان توجد ثماني (8). أما بعض الحيوانات الأخرى كالرئيسيات والقطط والخيول، توجد اثني عشر قاطع (12). للقوارص أربع (4)، بينما الثعالب لها تسع (9).

## معرض صور

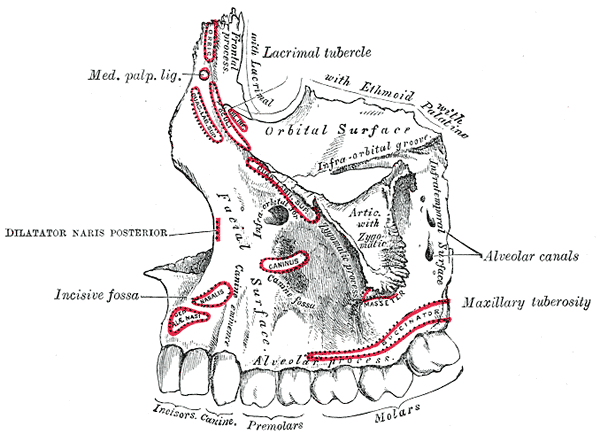
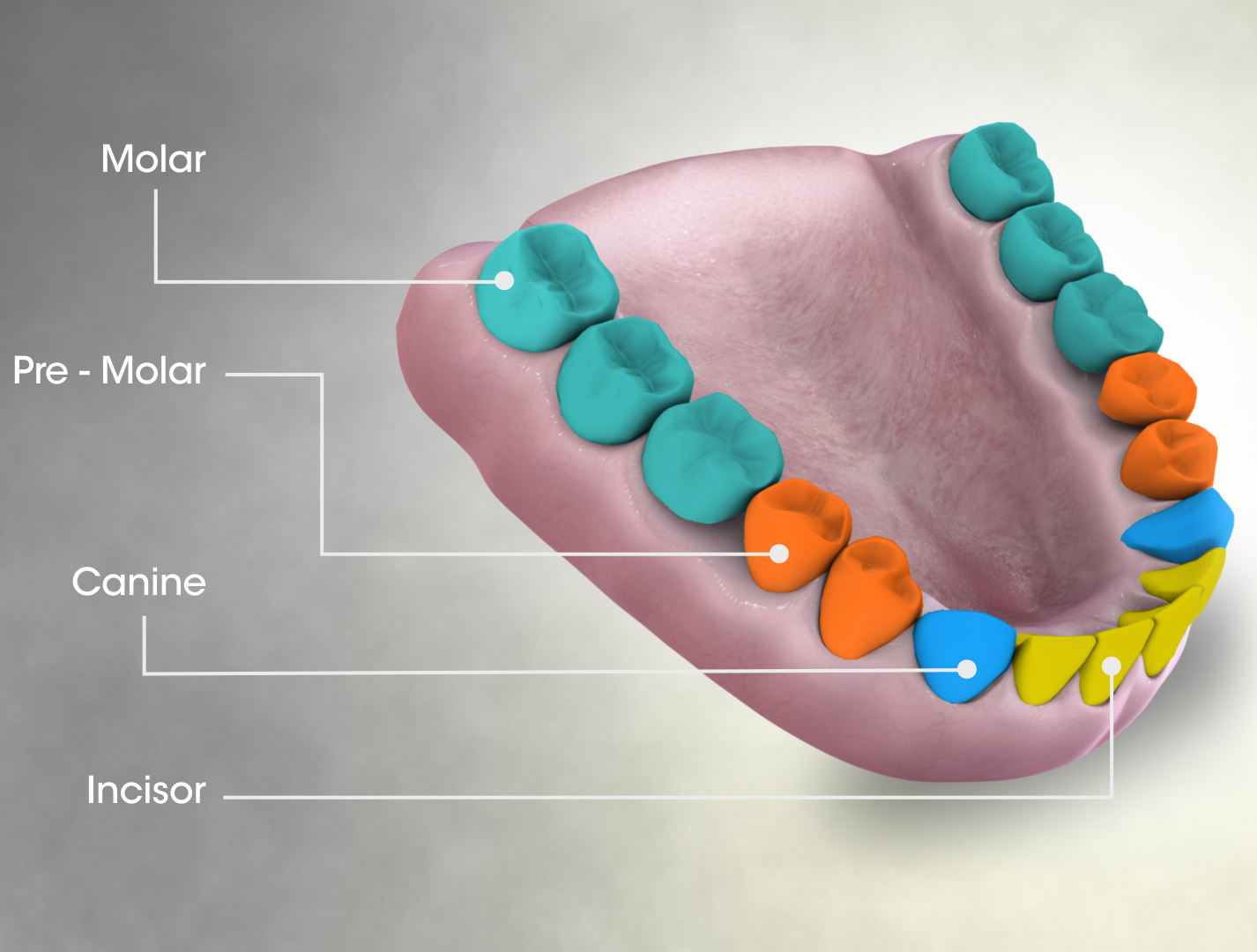
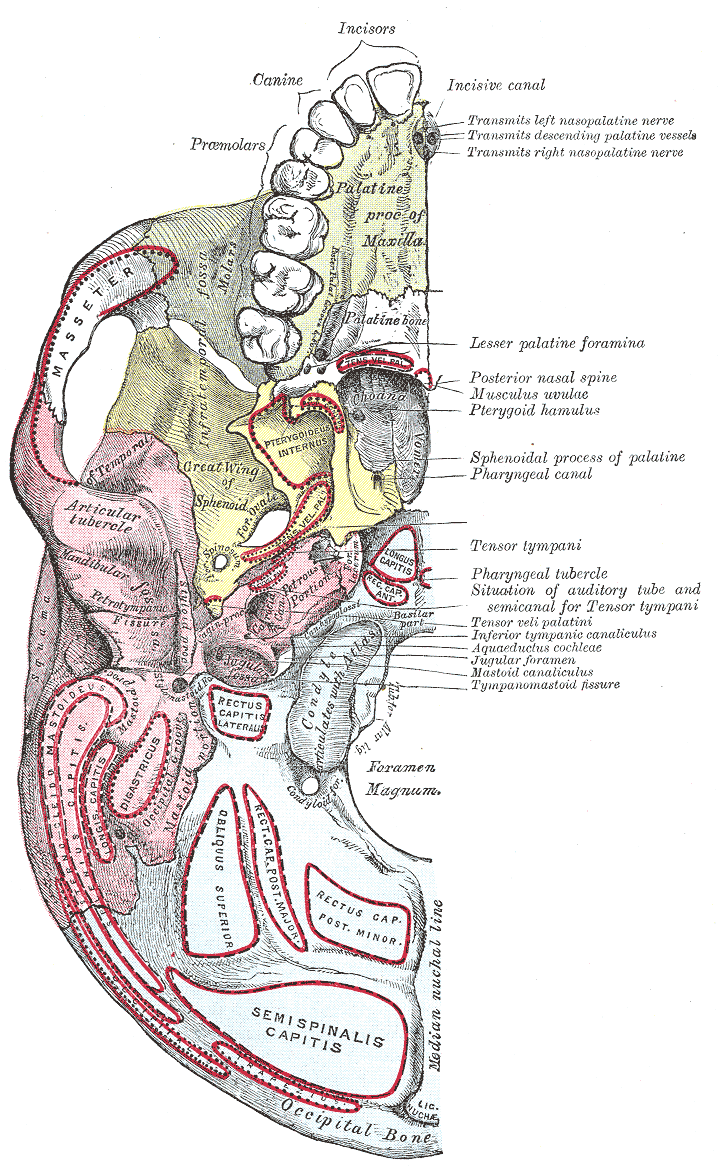
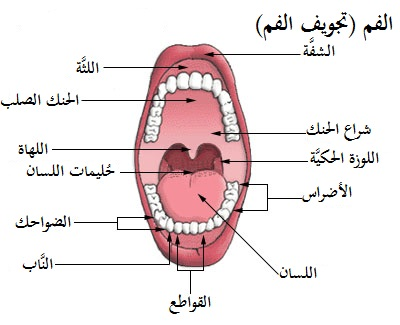